# Hans Wilhelm König
Hans Wilhelm König (ur. 13 maja 1912 w Stuttgarcie, zm. 1991) – zbrodniarz hitlerowski, lekarz SS w Auschwitz-Birkenau i SS-Untersturmführer.

## Życiorys
Był doktorem medycyny. 1 września 1939 wstąpił do NSDAP, a 14 czerwca 1943 do Waffen-SS. Kierował ośrodkiem Gross Born w Polsce, który należał do organizacji Ahnenerbe, gdzie w tajemnicy hitlerowcy prowadzili badania o charakterze okultystycznym nad bronią masowej zagłady. Od września 1943 do 18 stycznia 1945 König był lekarzem obozowym w obozie Auschwitz III – Monowitz. König był jednym z tych lekarzy SS, którzy najczęściej dokonywali selekcji przybyłych do Brzezinki transportów Żydów. Powtarzał ciągle, że jego praca na rampie jest męczarnią i że aby to wytrzymać, musi wypijać wiele alkoholu.
Oprócz tego König, w porozumieniu z ośrodkiem w Gross Born, prowadził rozliczne pseudoeksperymenty medyczne. Przykładowo zajmował się ciężarnymi więźniarkami, u których wywoływał poronienia, zabijając potem ich dzieci. Koordynował także eksperymenty medyczne z użyciem nowych lekarstw, testowaniem nowych szczepów chorób zakaźnych czy oddziaływania promieniowania na organizm ludzki. Doskonalił również w zbrodniczy sposób swoją wiedzę chirurgiczną, pragnąc nauczyć się zwłaszcza wszelkiego rodzaju amputacji. Przykładowo amputował ofiarom palce, mimo że schorzenie wymagało ledwie małego nacięcia. Ofiary pseudoeksperymentów Königa mordowano następnie najczęściej w komorach gazowych.
Oprócz służby w Auschwitz pełnił również funkcję lekarza obozowego w Mittelbau-Dora i Neuengamme. O powojennych losach König długo nie było nic wiadomo, niektórzy przypuszczali, iż dostał się do radzieckiej niewoli, a następnie współpracował z ZSRR, który chciał wykorzystać jego wiedzę zdobytą podczas zbrodniczych badań prowadzonych w Groß Born i Auschwitz. Jednakże Ernst Klee udokumentował, że König po wojnie mieszkał we wsi Holtorf w Dolnej Saksonii, gdzie pracował jako lekarz posługując się fałszywym nazwiskiem Ernst Peltz. W 1959 został wezwany do wyjaśnienia zarzutów, że nie ma ukończonej medycyny. Zarzut ten wynikł z bardzo słabej jakości fałszywego świadectwa dyplomu na nazwisko Peltz. Choć zdołał się obronić, to w 1962 zamknął gabinet lekarski i wyjechał.